# Reinhard Bütikofer

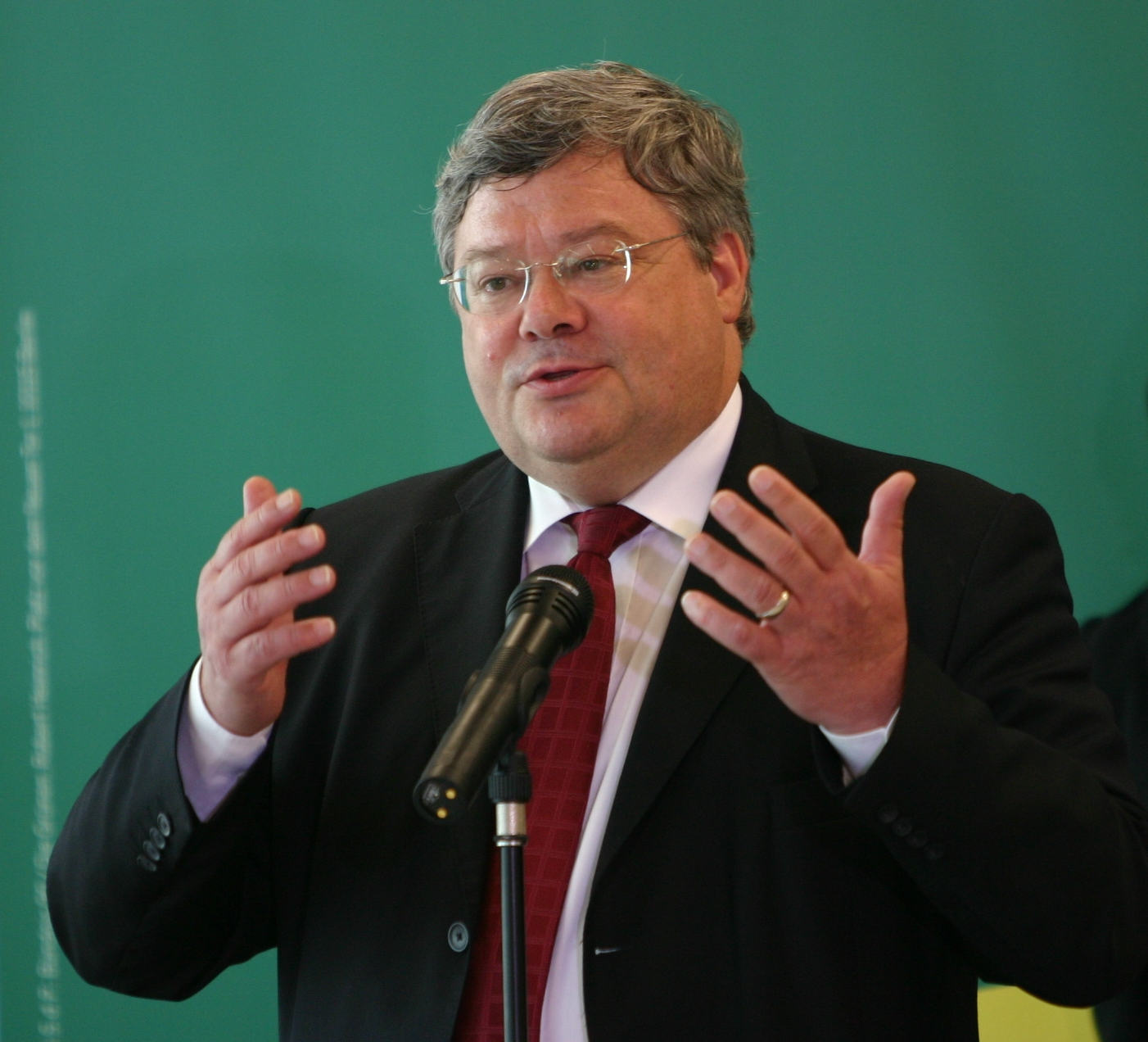
Reinhard Bütikofer (2009)

Reinhard Bütikofer (Mannheim, 26 januari 1953) is een Duitse politicus van de Bündnis 90/Die Grünen. Sinds 2009 zit hij in het Europees Parlement, als lid van de fractie De Groenen/Vrije Europese Alliantie. Op 10 november 2012 werd hij verkozen tot co-voorzitter van deze fractie.
- Gemeinsame Normdatei: 101257489X
- International Standard Name Identifier: 0000 0001 2058 9930
- Virtual International Authority File: 171564221
- WorldCat: E39PBJvxwR7HJXBrCtJy7PR3Qq